# Reial Oviedo
El Reial Oviedo (oficialment, en castellà, Real Oviedo) és un club de futbol de la ciutat d'Oviedo, a Astúries.

## Història
El primer club de la ciutat fou la Sociedad Oviedo Foot-Ball fundat el 1903. El Real Oviedo va ser fundat el 26 de març de 1926 amb la fusió de dos clubs de la ciutat, el Real Stadium Club Ovetense (fundat el 1914) i el Real Club Deportivo Oviedo (fundat el 1919). Va ser el primer equip asturià en jugar a Primera Divisió, el 1933. El 1992 va esdevenir Societat Anònima Esportiva.
Actualment juga a Primera Divisió, després d'haver estat més de dues dècades a Tercera Divisió, Segona Divisió B i Segona Divisió, on l'Estadi Nuevo Carlos Tartiere va assolir el rècord de socis (12.700) i d'assistents (27.000) a un partit de Tercera Divisió, així com el d'aficionats desplaçats a un partit d'aquesta categoria en camp contrari (més de 4.000).
La temporada 2009-2010 acaba en segona posició al grup II de la Segona Divisió B després d'un inici de temporada molt fluix però una gran recuperació amb el tècnic "Pichi Lucas" a la banqueta. Juga la promoció d'ascens a Segona Divisió A però queda eliminat en primera ronda pel Pontevedra Club de Fútbol al perdre per 1-2 tant al Municipal de Pasarón com a l'Estadi Nuevo Carlos Tartiere.
Per afrontar l'objectiu de l'ascens la temporada 2010-2011 es fan nombrosos fitxatges de qualitat, molts d'aquests provinents de Segona A, però el conjunt asturià no completa una bona temporada i després de dos canvis d'entrenador, la reacció de l'equip arriba ja massa tard sota les ordres de Juan José Rojo Martín "Pacheta", l'exjugador del Reial Club Deportiu Espanyol de Barcelona.
La temporada 2011-12 no comença gaire bé per l'equip asturià a la lliga, però sí a la Copa del Rei de futbol, on elimina la UD Salamanca en segona ronda, queda exempt a la tercera i a 1/16 de final s'enfronta a l'Athletic Club.

## Dades del club
- Temporades a 1a: 39
- Temporades a 2a: 42
- Temporades a 2a B: 9
- Temporades a 3a: 4
- Partits jugats a 1a:  1192.
- Victòries a 1a:  408.
- Empats a 1a:  292.
- Derrotes a 1a:  492.
- Millor posició a la lliga: 3r

## Palmarès
- 3r Classificat a la Primera Divisió (3): 1934/35; 1935/36; 1962/63
- Campió de la Segona divisió espanyola de futbol (5): 1932/33; 1951/52; 1957/58; 1971/72; 1974/75
- Campió de Tercera Divisió (4): 2003/04; 2004/05; 2007/08; 2008/09
- Semifinalista de la Copa d'Espanya (2):1933/34; 1945/46
- Participacions en la Copa de la UEFA (1): 1991/92
- Campió regional d'Astúries (7): 1927/28; 1928/29; 1931/32; 1932/33; 1933/34; 1934/35; 1935/36
- Campió de la Copa de la Lliga de Segona Divisió (1): 1984/85

### Premis individuals a jugadors
4 Pitxitxis: 
- Isidro Lángara: 1933/34; 1934/35; 1935/36
- Marianín: 1972/73

## Jugadors

### Plantilla 2025-26
A 13 agost 2025
| N. | Pos. | Nac. | Jugador                                          |
| -- | ---- | --- | ------------------------------------------------ |
| 1  | POR  | [[Fitxer:Flag of Romania.svg\|23x15px\|border \|alt=Romania\|link=Selecció de futbol de Romania\|{{#if:\|]]                     | Horațiu Moldovan (cedit per l'Atlètic de Madrid) |
| 2  | DEF  | [[Fitxer:Flag of Spain.svg\|23x15px\|border \|alt=Espanya\|link=Selecció de futbol d'Espanya\|{{#if:\|]]                        | Álvaro Lemos                                     |
| 3  | DEF  | [[Fitxer:Flag of Niger.svg\|23x15px\|border \|alt=Níger\|link=Selecció de futbol de Níger\|{{#if:\|]]                           | Rahim Alhassane                                  |
| 4  | DEF  | [[Fitxer:Flag of Spain.svg\|23x15px\|border \|alt=Espanya\|link=Selecció de futbol d'Espanya\|{{#if:\|]]                        | David Costas                                     |
| 5  | MIG  | [[Fitxer:Flag of Spain.svg\|23x15px\|border \|alt=Espanya\|link=Selecció de futbol d'Espanya\|{{#if:\|]]                        | Alberto Reina                                    |
| 6  | MIG  | [[Fitxer:Flag of Ghana.svg\|23x15px\|border \|alt=Ghana\|link=Selecció de futbol de Ghana\|{{#if:\|]]                           | Kwasi Sibo                                       |
| 7  | MIG  | [[Fitxer:Flag of Morocco.svg\|23x15px\|border \|alt=Marroc\|link=Selecció de futbol del Marroc\|{{#if:\|]]                      | Ilyas Chaira                                     |
| 8  | MIG  | [[Fitxer:Flag of Spain.svg\|23x15px\|border \|alt=Espanya\|link=Selecció de futbol d'Espanya\|{{#if:\|]]                        | Santi Cazorla (capità)                           |
| 10 | MIG  | [[Fitxer:Flag of France (1794–1815, 1830–1974).svg\|23x15px\|border \|alt=França\|link=Selecció de futbol de França\|{{#if:\|]] | Haissem Hassan                                   |
| 11 | MIG  | [[Fitxer:Flag of Argentina.svg\|23x15px\|border \|alt=Argentina\|link=Selecció de futbol de l'Argentina\|{{#if:\|]]             | Santiago Colombatto (cedit pel León)             |
| 12 | DEF  | [[Fitxer:Flag of Spain.svg\|23x15px\|border \|alt=Espanya\|link=Selecció de futbol d'Espanya\|{{#if:\|]]                        | Dani Calvo                                       |
| 13 | POR  | [[Fitxer:Flag of Spain.svg\|23x15px\|border \|alt=Espanya\|link=Selecció de futbol d'Espanya\|{{#if:\|]]                        | Aarón Escandell                                  |

| N. | Pos. | Nac. | Jugador                               |
| -- | ---- | --- | ------------------------------------- |
| 14 | MIG  | [[Fitxer:Flag of England.svg\|23x15px\|border \|alt=Anglaterra\|link=Selecció de futbol d'Anglaterra\|{{#if:\|]]                | Ovie Ejaria                           |
| 15 | DEF  | [[Fitxer:Flag of Spain.svg\|23x15px\|border \|alt=Espanya\|link=Selecció de futbol d'Espanya\|{{#if:\|]]                        | Oier Luengo                           |
| 16 | MIG  | [[Fitxer:Flag of Spain.svg\|23x15px\|border \|alt=Espanya\|link=Selecció de futbol d'Espanya\|{{#if:\|]]                        | Borja Sánchez                         |
| 17 | MIG  | [[Fitxer:Flag of France (1794–1815, 1830–1974).svg\|23x15px\|border \|alt=França\|link=Selecció de futbol de França\|{{#if:\|]] | Brandon Domingues                     |
| 19 | DAV  | [[Fitxer:Flag of Spain.svg\|23x15px\|border \|alt=Espanya\|link=Selecció de futbol d'Espanya\|{{#if:\|]]                        | Álex Forés (cedit pel Vila-real CF)   |
| 21 | MIG  | [[Fitxer:Flag of Serbia.svg\|23x15px\|border \|alt=Sèrbia\|link=Selecció de futbol de Sèrbia\|{{#if:\|]]                        | Luka Ilić                             |
| 22 | DEF  | [[Fitxer:Flag of Spain.svg\|23x15px\|border \|alt=Espanya\|link=Selecció de futbol d'Espanya\|{{#if:\|]]                        | Nacho Vidal                           |
| 23 | DAV  | [[Fitxer:Flag of Venezuela.svg\|23x15px\|border \|alt=Veneçuela\|link=Selecció de futbol de Veneçuela\|{{#if:\|]]               | Salomón Rondón (cedit pel CF Pachuca) |
| 24 | DEF  | [[Fitxer:Flag of Spain.svg\|23x15px\|border \|alt=Espanya\|link=Selecció de futbol d'Espanya\|{{#if:\|]]                        | Lucas Ahijado                         |
| 27 | MIG  | [[Fitxer:Flag of Spain.svg\|23x15px\|border \|alt=Espanya\|link=Selecció de futbol d'Espanya\|{{#if:\|]]                        | Álex Cardero                          |
| —  | MIG  | [[Fitxer:Flag of Spain.svg\|23x15px\|border \|alt=Espanya\|link=Selecció de futbol d'Espanya\|{{#if:\|]]                        | Yayo González                         |

Els equips de la lliga espanyola estan limitats a tenir en la plantilla un màxim de tres jugadors sense passaport de la Unió Europea. La llista inclou només la principal nacionalitat de cada jugador, o aquella que correspongui a la selecció amb la qual juga internacionalment; alguns jugadors no europeus tenen doble nacionalitat d'algun país de la UE:

### Equip filial
| N. | Pos. | Nac. | Jugador        |
| -- | ---- | --- | -------------- |
| 26 | POR  | [[Fitxer:Flag of Spain.svg\|23x15px\|border \|alt=Espanya\|link=Selecció de futbol d'Espanya\|{{#if:\|]] | Miguel Narváez |
| 30 | DEF  | [[Fitxer:Flag of Spain.svg\|23x15px\|border \|alt=Espanya\|link=Selecció de futbol d'Espanya\|{{#if:\|]] | Marco Esteban  |
| 34 | MIG  | [[Fitxer:Flag of Spain.svg\|23x15px\|border \|alt=Espanya\|link=Selecció de futbol d'Espanya\|{{#if:\|]] | Diego Tejón    |

| N. | Pos. | Nac. | Jugador       |
| -- | ---- | --- | ------------- |
| 35 | DEF  | [[Fitxer:Flag of Spain.svg\|23x15px\|border \|alt=Espanya\|link=Selecció de futbol d'Espanya\|{{#if:\|]]     | Omar Falah    |
| 36 | DAV  | [[Fitxer:Flag of Senegal.svg\|23x15px\|border \|alt=Senegal\|link=Selecció de futbol del Senegal\|{{#if:\|]] | Lamine Gueye  |
| —  | DEF  | [[Fitxer:Flag of Spain.svg\|23x15px\|border \|alt=Espanya\|link=Selecció de futbol d'Espanya\|{{#if:\|]]     | Jaime Vázquez |

### Cedits a altres equips
| N. | Pos. | Nac. | Jugador                                                         |
| -- | ---- | --- | --------------------------------------------------------------- |
| —  | DEF  | [[Fitxer:Flag of Nigeria.svg\|23x15px\|border \|alt=Nigèria\|link=Selecció de futbol de Nigèria\|{{#if:\|]] | Chukwuma Eze (a l'Avilés Industrial fins al 30 de juny de 2026) |
| —  | MIG  | [[Fitxer:Flag of Spain.svg\|23x15px\|border \|alt=Espanya\|link=Selecció de futbol d'Espanya\|{{#if:\|]]    | Alberto del Moral (al Córdoba CF fins al 30 de juny de 2026)    |

| N. | Pos. | Nac. | Jugador                                                             |
| -- | ---- | --- | ------------------------------------------------------------------- |
| —  | DAV  | [[Fitxer:Flag of Romania.svg\|23x15px\|border \|alt=Romania\|link=Selecció de futbol de Romania\|{{#if:\|]] | Daniel Paraschiv (a la Cultural Leonesa fins al 30 de juny de 2026) |

### Staff tècnic
| Posició                | Personal                                     |
| ---------------------- | -------------------------------------------- |
| Entrenador             | Veljko Paunović                              |
| Segon entrenador       | Quinton Fortune Nuno Gomes Claudio Arzeno    |
| Preparador físic       | Dani Ramilo                                  |
| Delegat                | Gabriel Piquero                              |
| Rehabilitació          | Víctor García Flores                         |
| Entrenador de porters  | Mauro de Ves                                 |
| Delegat                | Andrés Torre                                 |
| Analista               | Quinton Fortune Javier Benavides             |
| Utiller                | Manuel Antonio Campa "Lito" Silvino Aparicio |
| Metge                  | David Bonilla Diego Cervero                  |
| Cap de fisioterapeutes | Gabriel Díaz Peláez                          |
| Fisioterapeuta         | Carlos Álvarez Fueyo Esteban Corral          |
| Nutricionista          | Luis Frechoso                                |

Darrera actualització: 5 abril 2025
Font: Real Oviedo (castellà)

## Jugadors històrics destacats
| Des de la fundació al 1950 |

| - Óscar Álvarez - José Luis Zabala - Julio González, "Casuco" - Ricardo Gallart - Isidro Lángara - Gonzalo Díaz Galé - Juan Manuel de Inciarte | - Eduardo Herrera, "Herrerita" - Emilio García, "Emilín" - Antonio Sánchez, "Antón" - Gregorio Villagrá, "Goyín" - Esteban Echevarría - Ángel Cabido |  |  |

| Del 1950 al 1980 |

| - Pedro Pablo Sará - Rafael García, "Falín" - Antonio Cuervo, "Toni" - Chus Herrera - Julio Marigil - Florencio Amarilla | - José María Sánchez Lage - Francisco García, "Paquito" - Miguel Iguarán - José María García Lavilla - Hortensio Fernández, "Tensi" - Enrique Galán | - Clemente Iriarte - Francisco Javier Álvarez Uría - Vicente González Villamil - Mariano García Remón - José Carrete - Mariano Arias, "Marianín" |  |

| Del 1980 al 2003 |

| - Víctor García, "Viti" - Evilasio Sánchez, "Vili" - Alberto Martínez, "Berto" - Keith Thompson - Luis Manuel Arias - Juan Antonio Sañudo - Antonio Gorriarán - Ramón Ángel Hicks | - Fco. Javier Juliá - Carlos Muñoz - Tomás González - Nenad Gracan - Janko Jankovic - Marius Lacatus - Nicola Jerkan - Slavisa Jokanovic | - Robert Prosinecki - Ricardo Bango - Manuel Menéndez, "Manel" - Oliverio Álvarez, "Oli" - Víktor Onopko - Peter Dubovsky - Paulo Bento - Dely Valdés | - César Martín - Esteban Suárez |

| Del 2003 fins avui |

| - Diego Cervero - Miguel Pérez Cuesta Michu - Rafael Antonio Ponzo García - Oinatz Aulestia - Antonio José González Curro - Manuel Busto Manu Busto - Xavier Moré Roca "Xavi Moré" |

## Entrenadors destacats
- Fred Pentland
- Patrick O'Connell
- Antón Fivébr
- Vicente Tonijuán García
- Manuel Meana Vallina
- Domènec Balmanya
- Vicente Miera
- Javier Irureta
- Luis Aragonés
- Óscar Washington Tabárez
- Radomir Antić
- Antonio Rivas
- Juan José Rojo Martín "Pacheta"

## Presidents
- Carlos Tartiere (1926-1950)
- Pedro Miñor Rivas (1950-1952)
- José Díaz Sánchez (1952-1954)
- Francisco Silvela López (1954-1961)
- José María Velasco Álvarez (1961-1967)
- Enrique Rubio Sañudo (1967-1971)
- José María Velasco Álvarez (1972-1977)
- Jaime Estrada Pérez (1977)
- Jesús Riesco Morán (1977-1979)
- Daniel Garcia Yagüe (1979-1984)
- José Manuel Bango Fuente (1984-1988)
- Eugenio Prieto Álvarez (1988-2002)
- Manuel Lafuente Robledo (2002-2005)
- Juan Mesa Gil (2005-2007)
- Toni Fidalgo (2007)
- Miguel Cano Mier (2007)
- Dámaso Bances (2007-2011)
- Alberto González (2011-2012)
- Toni Fidalgo (2012-2013)
- Sabino López (2013-2014)
- Jorge Menéndez Vallina (2014-)